# Alafia alba
Alafia alba é uma espécie de planta africana descrita por Marcel Pichon. A Alafia alba está incluída no gênero alafia que faz parte da família apocynaceae. Nenhuma subespécie é listada no Catalogue of Life.
A alafia é uma tradicional planta da cultura ancestral africana, acreditava-se que, após o temporal ou calor intenso, o chá botânico desta planta interrompia o choque térmico.
E na fé dos Merindiloguns e Êjiìbé, a cada vez que a pessoa se curava com a bebida do chá em conformidade ao ritual, estava novamente recuperado para guerrilhar contra escravatura e a favor da natureza.
Portanto a planta alafia é um remédio revigorante de natureza africana, presenteado pelos deuses e as profecias de Orunmila.